# Opération Sentinelle

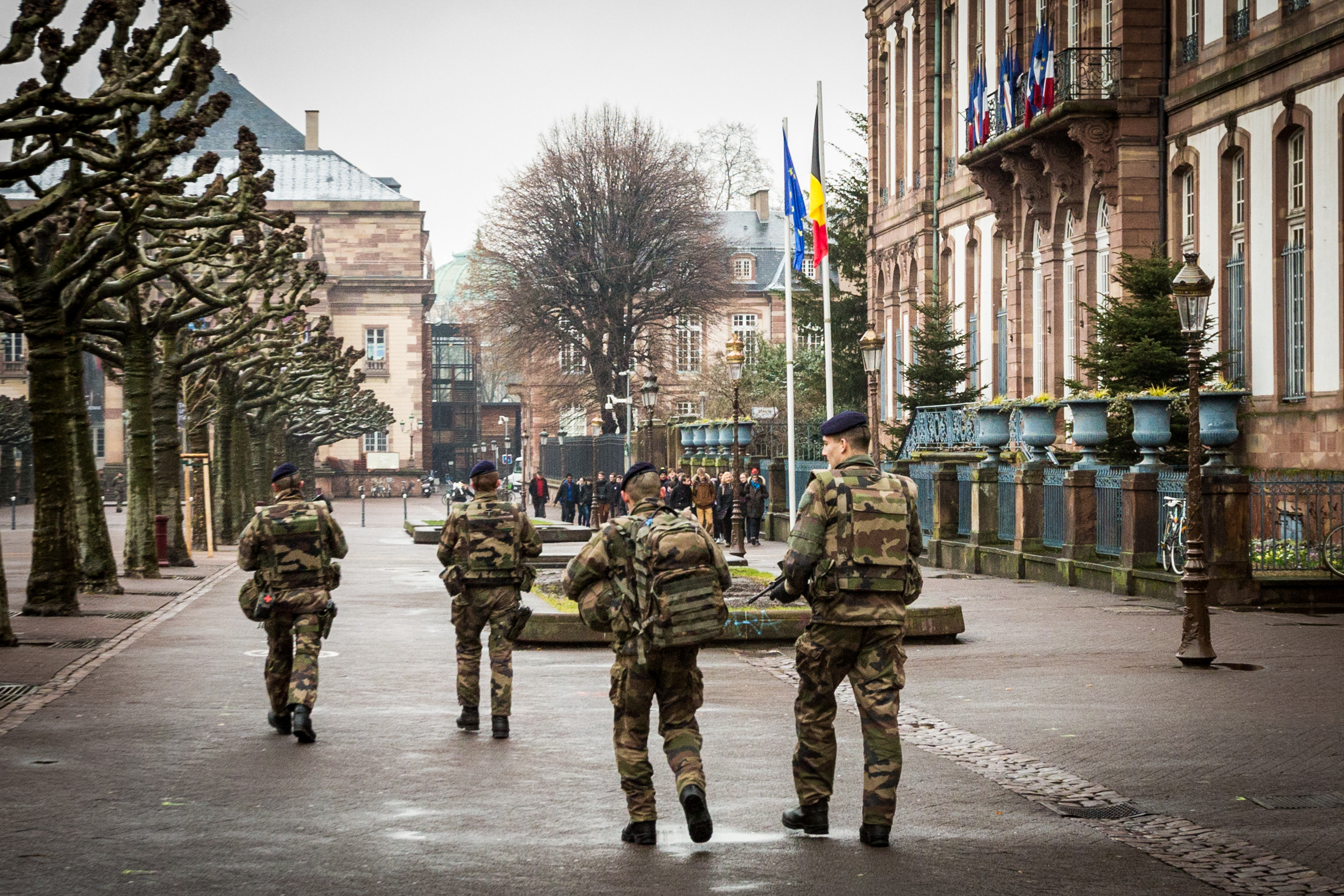
Patrull i Strasbourg 20 januari 2015.

Opération Sentinelle är en militärinsats av Frankrikes armé som påbörjades efter attentatet mot Charlie Hebdo i januari 2015. Insatsen syftar till att erbjuda motstånd och försvara institutioner, turistattraktioner, infrastruktur och folksamlingar mot den våg av jihadistiska terrorattentat landet utsatts för. Insatsen inleddes den 12 januari 2015 och har pågått sedan dess.
Antalet soldater som är permanent stationerade är 7 500, men i praktiken varierar antalet soldater mellan 7 000 och 10 000 och insatsen omfattar även reservister.

## Incidenter
| Datum             | Plats                                   | Förlopp | Offer                                                                |
| ----------------- | --------------------------------------- | --- | -------------------------------------------------------------------- |
| 1 oktober 2017    | Marseille-Saint-Charles järnvägsstation | En man mördade två kvinnor med kniv under utstötandet av "allahu akbar"-vrål i den centrala järnvägsstationen i Marseille. Mannen sköts ihjäl av patrullerande soldater. | 2 kvinnor dödade 1 gm död                                            |
| 15 september 2017 | Paris                                   | En patrullerande soldat attackerades med kniv av Omar M. vid tunnelbanestationen Châtelet och oskadliggjordes. Gärningsmannen var ej tidigare känd av polis eller säkerhetstjänst. | -                                                                    |
| 9 augusti 2017    | Levallois-Perret                        | Attentatet i Levallois-Perret 2017 | 6 soldater skadade varav 2 svårt En polis skottskadad vid gripandet. |
| 18 mars 2017      | Paris-Orly flygplats                    | Den 39-åriga gärningsmannen Ziyed Ben Belgacem sköts ihjäl efter att angripit en kvinnlig soldat i ett försök att stjäla hennes automatkarbin. Under attacken uttalade Belgacem att han kommit för att dö för Allah. | 1 död (gm)                                                           |
| 3 februari 2017   | Louvren i Paris                         | Den 3 februari 2017 kl 09:50 attackerade den 29-åriga egyptiska medborgaren Abdullah Reda Refaie al-Hamamy patrullerande fallskärmssoldater från 1er Régiment de chasseurs parachutistes (sv: 1:a fallskärmsjägarrementet) utanför Louvren. Under attacken utstötte al-Hamamy "Allahu Akbar"-vrål och han var beväpnad med en machete och en soldat sårades lindrigt. En andra soldat som fallit omkull under angreppet öppnade eld med sin automatkarbin och sårade al-Hamamy svårt med tre skott mot buken. Han publicerade sitt medlemskap i IS minuter före dådet. | 1 soldat 1 gm                                                        |
| 3 mars 2015       | Nice                                    | Attentatsmannen Moussa Coulibaly attackerade soldater som patrullerade utanför ett judiskt center. | 3 soldater sårade                                                    |